# Brahmina persicola
Brahmina persicola är en skalbaggsart som beskrevs av Rudolph Petrovitz 1980. Brahmina persicola ingår i släktet Brahmina och familjen Melolonthidae. Inga underarter finns listade.